# Ales stenar

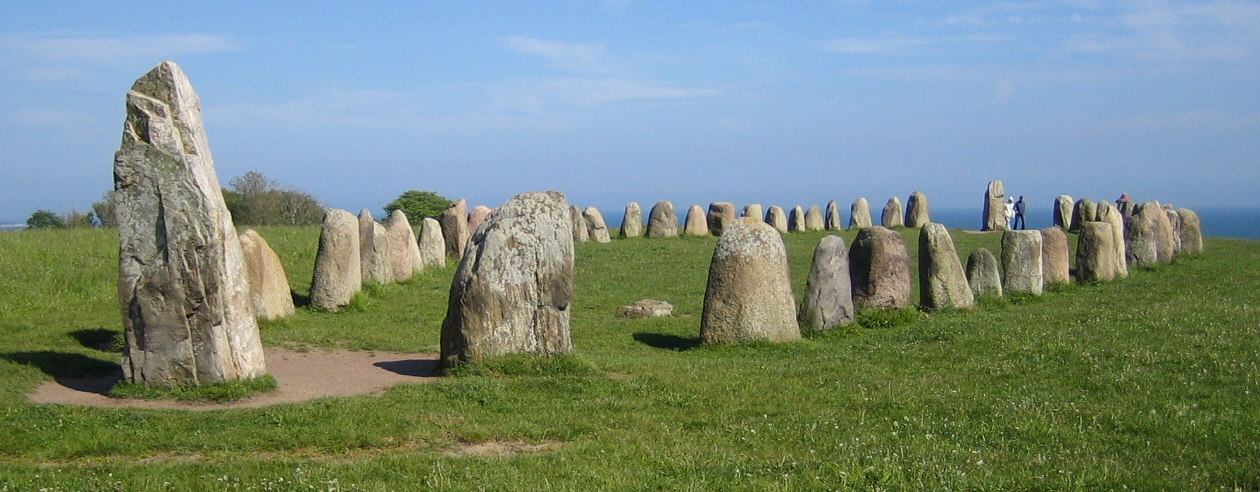
Ales stenar

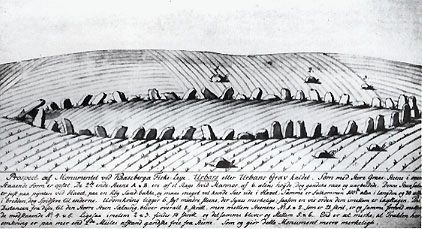
Rysunek Ales stenar z 1777 roku

Ales stenar – kamienny kompleks znajdujący się w miejscowości Kåseberga (gmina Ystad, region Österlen, Skania w południowej Szwecji). Składa się z 59 głazów; ma 67 metrów długości oraz 19 szerokości. Z lotu ptaka przypomina kształt łodzi. Nie wiadomo, kto i w jakim celu go zbudował.
Istnieją różne teorie dotyczące celu w jakim zbudowano ten kompleks: 
- wg jednej z nich Ales stenar to przypuszczalnie grobowiec z przełomu VI/VII wieku naszej ery, będący dziełem przodków wikingów; archeolodzy z uniwersytetu w Lund uważają, że pochowano w nim kogoś znacznego, zapewne jakiegoś znamienitego wodza[3]. Nie znaleziono tam jednak żadnych ludzkich szczątków,
- koncepcja sakralna zakłada, że było to miejsce odprawiania religijnych obrządków[1],
- szwedzki badacz a zarazem odkrywca-amator Bob Lind przekonuje, że Ales stenar to pradawne obserwatorium astronomiczne, zaś tworzące kompleks głazy są wielkim zegarem słonecznym[4]. Największymi kamieniami są niemal 3,5-metrowe kamienie nazwane „dziobem” i „rufą”. Są one skierowane odpowiednio w kierunku wschodu Słońca w chwili przesilenia letniego i zachodu w chwili przesilenia zimowego[2].

W 1989 w pobliżu jednego z kamieni znaleziono szczątki węgla drzewnego. Przeprowadzone datowanie metodą 14C wykazało, że pochodzą one z 650 roku naszej ery. Następnie wykonano jeszcze kilka prób, które przyniosły inne wyniki. W rezultacie szacunki wieku kamieni wahają się od roku 330 po 980. 
Liczba głazów różniła się między sobą, w zależności od okresów, w których próbowano je policzyć. Rysunek z 1777 przedstawiał ich kilkadziesiąt, zaś 24 lata później znajdowało się tam 19 kamieni. Późniejsze źródła z XIX wieku mówią o 48 obeliskach. Naukowcy przypuszczają, że na terenie, gdzie obecnie znajduje się Ales stenar, już wcześniej istniała kamienna formacja. Miałoby o tym świadczyć odnalezienie w 1995 urny z resztkami jedzenia oraz paleniska.